# میل آتشین (ترانه)
«میل آتشین» (به انگلیسی: Burning Desire) ترانه‌ای از خواننده و ترانه سرای آمریکایی لانا دل ری است. ترانه در ابتدا برای بارگیری دیجیتالی فوری در هنگام سفارش سومین آلبوم چندآهنگه دل ری، بهشت، در دسترس بود. «میل آتشین» به عنوان یک آهنگ تبلیغاتی در تاریخ ۱۹ مارس ۲۰۱۳ منتشر شد. در روز ولنتاین سال ۲۰۱۳، یک موزیک ویدئو برای این ترانه منتشر شد. اشعار ترانه توسط لانا دل ری و همکار دیرینه او، جاستین پارکر سروده شده‌است و توسط امیلی هینی تهیه شده‌است.

## زمینه و ترکیب
در سال ۲۰۱۲، دل ری به عنوان چهره جدید جدیدترین برند اتومبیل جگوار F-Type انتخاب شد. او برای تبلیغ عکسبرداری، با داشتن رژ لب قرمز و سارافان سفید، در نمایشگاه اتومبیل پاریس «هوس آتشین» را خواند.

آهنگسازی این ترانه توسط دل ری و جاستین پارکر، یکی از نویسندگان اصلی زاده‌شده برای مردن ساخته شده‌است. «هوس آتشین» یک ترانه عاشقانه با مضمون تراژیک است، متن شعر: «من سریع می‌رانم، موهایم را می‌وزم / آن را به حد مجاز می‌رسانم / چون فقط کاری ندارم». دل ری هنگام سرایش ترانه گفت:
هنر کردن یعنی تصمیم‌گیری سخت. من معتقدم که شما مسیر زندگی خود را ایجاد می‌کنید و به دلیل پیروی از احساسات خود - و پایبندی به آن پاداش خواهید گرفت. فقط خوب است که اکنون، با افرادی مانند جگوار و کار با آنها، بدانید که من تنها کسانی نیستم که چنین اعتقادات تند و خلاقانه ای در آن جا دارم.

## موزیک ویدیو

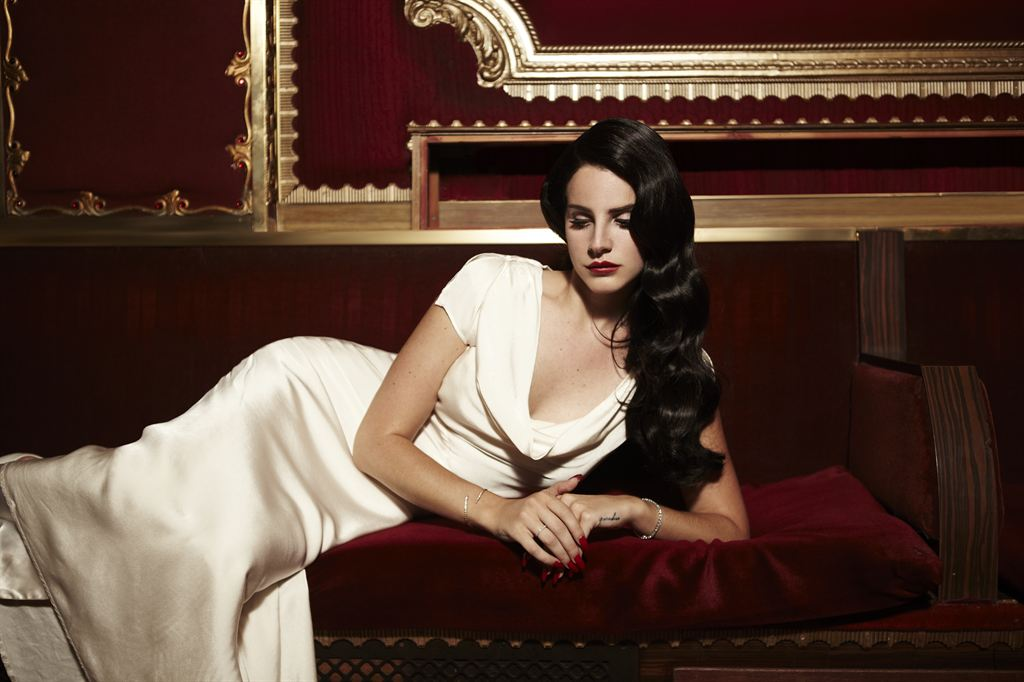
دل ری در یک عکس تبلیغاتی که در هنگام فیلمبرداری موزیک ویدئو «هوس آتشین» گرفته شده‌است.

یک ویدیوی تبلیغاتی برای «هوس آتشین» در روز ولنتاین ۲۰۱۳ به‌صورت آنلاین منتشر شد که دل ری را به عنوان شخصیت برای تبلیغ خودروی جگوار ظاهر شده‌است. این ویدئو به کارگردانی آنتونی شورمر در سالن Rivoli Ballroom در جنوب انتهای لندن فیلمبرداری شد. این ویدئو شامل «تصاویر گلهای قرمز روشن، نشانه‌های برجسته کالیفرنیا با نام بررسی شده، فریادهای بی احتیاط خودرو، تصاویر قدیمی هالیوود و زرق و برق سینمایی، رژ لب‌های زیبا است [. . .]». ان‌ام‌ئی این ویدئو را «معمولاً مجلل» خواند.

## استفاده در دیگر رسانه‌ها
این ترانه به عنوان تیتراژ یک فیلم کوتاه تبلیغاتی ۱۳ دقیقه ای برای جگوار F-Type به نام Desire عمل می‌کند. این فیلم به کارگردانی آدام اسمیت، تهیه کنندگی ریدلی اسکات و با بازی دیمین لوئیس ساخته شده‌است. این فیلم در سال ۲۰۱۲ در شیلی فیلمبرداری شد و در آوریل ۲۰۱۳ در جشنواره فیلم ساندنس راه اندازی شد و به‌صورت آنلاین به‌صورت آنلاین در دسترس است. در این فیلم، لوئیس با نام سیدنی کلارک Jaguar F-Type را به یک گانگستر بدنام به نام ارنستو مارتینز (با بازی جوردی مویا) تحویل می‌دهد و در یک عشق عاشقی (با بازی شانین سوسامون) در یک محیط کویری مشکل پیدا می‌کند.

## تاریخچه انتشار
| منطقه        | تاریخ        | فرمت             | ناشر             |
| ------------ | ------------ | ---------------- | ---------------- |
| کانادا       | ۱۹ مارس ۲۰۱۳ | بارگیری دیجیتالی | پالیدور رکوردز   |
| ایالات متحده | ۱۹ مارس ۲۰۱۳ | بارگیری دیجیتالی | اینترسکوپ رکوردز |

## جدول فروش
| جدول (۲۰۱۲)                  | اوج موقعیت |
| ---------------------------- | ---------- |
| بریتانیا (شرکت جدول‌های رسمی) | ۱۷۲        |